# 椒盐噪声
椒盐噪声也稱為脈衝雜訊，是图像常见的一种雜訊，為随机出現的白点或者黑点，可能是亮的區域有黑色像素或是在暗的區域有白色像素（或是兩者皆有）。椒盐噪声的成因可能是影像訊號受到突如其來的強烈干擾而產生、模数转换器或位元傳輸錯誤等。例如失效的感應器導致像素值為最小值，飽和的感應器導致像素值為最大值。

## 處理方式
常用的去除这种噪声的有效手段為中值滤波器。下面的实例图像分别是原始图像、带有椒盐噪声的图像、经过平均滤波器修复的图像以及经过中值滤波器修复的图像。
|  |  |  |  |

一般使用非線性濾波器處理椒盐噪声的方法，以下將簡介三種解決方法。

### 異常值偵測
異常偵測（Anomaly detection）有時稱為異常值偵測（Outlier detection），如其名所隱含的，在給定的資料集合中，它將偵測在已有的規律中表現異常者。現今常用的方法以計算距離為基礎的K-近鄰演算法或是機器學習中的支持向量机等，下圖的例子以平均數為基礎，在3X3的遮罩中，計算每個像素的平均值，與平均值相差絕對值ε的像素值將被平均值取代，其中，遮罩大小和誤差值ε則是和輸入圖片內容相關。
異常值偵測的缺點在於用平均值替代像素值，會造成像素值單一的背景出現異常的雜點（如天空），雖然相較於原本的椒盐噪声不明顯，但仍然可以看出。

### 中值濾波器
中值濾波器（Median filtering） 如其名，將一個像素的值用該像素鄰域中強度值的中間值來取代（計算中間值的過程中，也會將該像素的原始值包含），中值濾波器在處理椒盐噪声上能提供絕佳的雜訊降低效能。中值濾波器所衍伸的問題是計算速率，舉例而言，要計算5個元素{\displaystyle O_{1},O_{2},O_{3},O_{4},O_{5}}的中值濾波器的計算過程如下：
{\displaystyle Median(O_{1},O_{2},O_{3},O_{4},O_{5})=max(min(O_{1},O_{2},O_{3}),min(O_{1},O_{2},O_{4}),\cdots )}
{\displaystyle =min(max(O_{1},O_{2},O_{3}),max(O_{1},O_{2},O_{4}),\cdots )}
先取最小值再取最大值可以得到中間值，但做最小值的過程中，需要先考慮10個可能的選項（{\displaystyle C_{5}^{3}}），由於計算速度的考量，因此促進了Pseudo-median filtering (PMED)的產生。
中值濾波器的缺點為讓邊緣模糊、較不銳利，由於使用中間值替代向素值，在像素值容易有較大變化的地方，如邊界或細節的地方，會被模糊。

### 偽中值濾波器
為了改進中值濾波器的計算速率，偽中值濾波器（Pseudo-median filtering） 以近似的方法算出中間值，以5個元素的偽中值濾波器為例
{\displaystyle MAXMIN=max(min(O_{1},O_{2},O_{3}),min(O_{2},O_{3},O_{4}),min(O_{3},O_{4},O_{5})),}
{\displaystyle MINMAX=min(max(O_{1},O_{2},O_{3}),max(O_{2},O_{3},O_{4}),max(O_{3},O_{4},O_{5})),}{\displaystyle PMED(O_{1},O_{2},O_{3},O_{4},O_{5})=0.5\times (MAXMIN+MINMAX)\sim Median(O_{1},O_{2},O_{3},O_{4},O_{5})}
其中，MAXMIN會低估中間值，而MINMAX會高估中間值，將兩者平均起來以近似中間值。應用在2D的偽中值濾波器可以有許多取法，例如：
{\displaystyle PMED=0.5\times (PMED_{x}+PMED_{y})}.........